# Secret Wars
Secret Wars is een twaalfdelige comicserie van Marvel Comics die verscheen van mei 1984 tot en met april 1985. Deze werd bedacht en geschreven door toenmalig hoofdredacteur Jim Shooter en getekend door Mike Zeck en Bob Layton. Het verhaal is een cross-over met daarin een groot aantal vooraanstaande superhelden en hun vijanden uit het Marvel Universum. Om deze verhaallijn mogelijk te maken werd hier rekening mee gehouden in de continuïteit van de series The Amazing Spider-Man, The Avengers, Captain America, The Incredible Hulk, Iron Man, The Thing, Fantastic Four, Marvel Team-Up, Thor en Uncanny X-Men.
Marvel bracht van juli 1985 tot en met maart 1986 een negendelig vervolg getiteld Secret Wars II uit, ook geschreven door Shooter.

## Verhaal
Een bijna almachtig wezen genaamd Beyonder besluit om voor zijn eigen amusement een groot aantal superhelden en hun grootste vijanden samen naar de door hem samengestelde planeet Battleworld te teleporteren. Hij draagt ze op om het tegen elkaar op te nemen en zegt toe dat hij voor de winnaars alles mogelijk kan maken.
Op Battleworld ontstaan er kampen bestaand uit onder meer Captain America, Captain Marvel, Hawkeye, Iron Man, She-Hulk, Thor, Wasp, Human Torch, Mr. Fantastic, Thing, Spider-Man en Hulk en Colossus, Cyclops, Nightcrawler, Professor X, Rogue, Storm, Wolverine en Lockheed. Zij zien zich geconfronteerd met onder anderen Absorbing Man, Dr. Doom, Dr. Octopus, Enchantress, Kang the Conqueror, Klaw, Lizard, Molecule Man, Ultron en de Wrecking Crew, waartussen ook onderling meteen wrijving ontstaat. Beyonder brengt daarnaast Magneto en Galactus naar Battleworld, waar ze zich als onafhankelijken mengen in het conflict.
Secret Wars bevat de eerste verschijningen van de kwaadaardige personages Titania en Volcana en introduceert Julia Carpenter als de tweede Spider-Woman. Spider-Man verkrijgt gedurende het verhaal een zwart pak waarvan hij zich dan nog niet realiseert dat het een levend wezen is (dat jaren later zal samensmelten met Eddie Brock en zo Venom vormt).